# Tolpis calderae
Tolpis calderae là một loài thực vật có hoa trong họ Cúc. Loài này được Bolle miêu tả khoa học đầu tiên năm 1859.